# Ото IV (Шаумбург)
Вижте пояснителната страница за други личности с името Ото IV.
Ото IV фон Шаумбург (на немски: Otto IV von Schaumburg; * 1517, † 21 декември 1576, Бюкебург) е от 1544 г. управляващ граф на Холщайн-Шаумбург и на Холщайн-Пинеберг. От 1531 до 1537 г. той е като Ото III фон Шаумбург княжески епископ на Хилдесхайм.

## Живот
Син е на граф Йобст I фон Шаумбург (1483 – 1531) и на графиня Мария фон Насау-Диленбург (1491 – 1547), дъщеря на граф Йохан V.
От 1531 до 1537 г. той е като Ото III фон Шаумбург княжески епископ на Хилдесхайм. От 1534 до 1544 г. той построява дворец Щатхаген. През това време брат му Адолф († 1556), води управлението в Шауенбург и Холщайн-Пинеберг. През 1544 г. Ото поема управлението.
Ото е погребан до първата си съпруга Мария фон Померания-Щетин († 1554) в църквата „Св. Мартини“ в Щатхаген; по-късно там е погребана и втората му съпруга Елизабет Урсула фон Брауншвайг-Люнебург († 1586) и се построява голям гроб. Най-малкият му син Ернст премества тленните останки на родителите си – без тези на Мария, първата съпруга на Ото – в новопостроен княжески мавзолей в църквата.

## Фамилия
Първи брак: с Мария фон Померания-Щетин (* 2 февруари 1527; † 19 февруари 1554), дъщеря на Барним IX, херцог на Померания-Щетин. Те имат четирима сина:
- Херман (* 1545, † 1592), княжески епископ на Минден (1566 – 1581)
- Ото (* 1545, † 1572), умствено болен
- Адолф XI (* 1547, † 1601), управляващ граф на Холщайн-Шаумбург
- Антон (* 1549, † 1599), княжески епископ на Минден от 1587

Втори брак: през 1558 г. с Елизабет Урсула фон Брауншвайг-Люнебург (* 1539, † 1586), дъщеря на Ернст I, херцог на Брауншвайг и Люнебург. С нея той има децата:
- Мария (* 1559, † 1616), ∞ 1591 граф Йобст фон Лимбург-Щирум (1560 – 1621)
- Елизабет (* 3 август 1566, † 7 септември 1638), ∞ граф Симон цур Липе (1554 – 1613)
- Ернст (* 1569, † 1622), от 1601 управляващ граф на Холщайн-Шаумбург, 1619 княз.